# Рендалл (округ, Техас)
Шаблон:StateAbbr_ 34°58′ пн. ш. 101°54′ зх. д. / 34.97° пн. ш. 101.9° зх. д.
Округ  Рендалл (англ. Randall County) — округ (графство) у штаті  Техас, США. Ідентифікатор округу 48381.

## Історія
Округ утворений 1889 року.

## Демографія
За даними перепису 2000 року загальне населення округу становило 104312 осіб, зокрема міського населення було 90399, а сільського — 13913. Серед мешканців округу чоловіків було 50729, а жінок — 53583. В окрузі було 41240 домогосподарств, 28777 родин, які мешкали в 43261 будинках. Середній розмір родини становив 3.
Віковий розподіл населення поданий у таблиці:
| Стать    | До 15 років | 15-21 | 22-29 | 30-39 | 40-49 | 50-65 | 65-85 | Понад 85 |
| -------- | ----------- | ----- | ----- | ----- | ----- | ----- | ----- | -------- |
| Чоловіки | 11472       | 5956  | 5625  | 6993  | 7904  | 7451  | 4986  | 342      |
| Жінки    | 10863       | 6040  | 5681  | 7406  | 8532  | 7975  | 6314  | 772      |

## Суміжні округи
- Поттер — північ
- Карсон — північний схід
- Армстронг — схід
- Бриско — південний схід
- Свішер — південь
- Кастро — південний захід
- Деф-Сміт — захід
- Олдем — північний захід

## Виноски
1. ↑  U.S. Decennial Census. United States Census Bureau. Процитовано 9 травня 2015.
2. ↑  Texas Almanac: Population History of Counties from 1850–2010 (PDF). Texas Almanac. Процитовано 9 травня 2015.
3. ↑  State & County QuickFacts. United States Census Bureau. Архів оригіналу за 7 липня 2011. Процитовано 23 грудня 2013.(англ.) Наведено за англійською вікіпедією.
4. ↑  American FactFinder. Бюро перепису населення США. Архів оригіналу за 26 лютого 2012. Процитовано 31 січня 2008.

| США | Це незавершена стаття з географії США. Ви можете допомогти проєкту, виправивши або дописавши її. |